# 1510年代
| 千纪： | 2千纪                                                                                            |
| 世纪： | 15世纪 \| 16世纪 \| 17世纪                                                                       |
| 年代： | 1480年代 \| 1490年代 \| 1500年代 \| 1510年代 \| 1520年代 \| 1530年代 \| 1540年代                 |
| 年份： | 1510年 \| 1511年 \| 1512年 \| 1513年 \| 1514年 \| 1515年 \| 1516年 \| 1517年 \| 1518年 \| 1519年 |

## 大事记
- 1510年，明朝刘六刘七起义。
- 1519年，麦哲伦环球航行。
- 1517年，马丁路德开始进行宗教改革，建立路德宗新教。
- 1519年，宁王朱宸濠叛乱，被王守仁平定。

## 出生
- 塔赫玛斯普一世（1514年）
- 瑪麗一世（1516年）
- 赫羅尼姆斯·沃爾夫（1516年）
- 丁托列托（1518年）
- 李时珍（1518年）
- 加斯帕爾·德科利尼（1519年）
- 亨利二世（1519年）

## 逝世
- 刘瑾（1510年）被凌迟